# Ruza (flod)
Ruza (russisk: Руза) er en flod i Moskva oblast i Rusland. Den er en venstre biflod til floden Moskva. Floden er 145 km lang, med et afvandingsområde på 1.990 km². Den fryser normalt til i november og er frosset over til i april.
55°37′42″N 36°16′53″Ø / 55.62825°N 36.281306°Ø